# 下龍灣龍鰍
下龍灣龍鰍（學名：Draconectes narinosus），為輻鰭魚綱鯉形目條鰍科鬚鰍屬的其中一種。分布於亞洲越南下龍灣Van Gio 島洞穴淡水流域，魚體較長，體前半部圓柱形，後半部側扁，無眼，體裸露無鱗，具觸鬚3對，體色淺灰色，背部及頭部略帶淡褐色，魚鰭透明，棲息在寬度僅為400公尺地下洞穴水域，發現魚的洞穴中的淡水湖距離海水僅200公尺，生活習性不明。

## 扩展阅读
維基物種上的相關：下龍灣龍鰍